# 平成23年の大雪
本項では、2010年（平成22年）末から2011年（平成23年）2月にかけて日本で発生した雪害（豪雪）について述べる。北陸豪雪（ほくりくごうせつ）、山陰豪雪（さんいんごうせつ）などの呼称も見られるが、正式名称はない。

## 概要
2010年（平成22年）12月の下旬はじめまでは冬型の気圧配置が続かず、北日本・東日本・西日本・沖縄・奄美すべての地方で概ね大きく気温が揺れ動いた。23日ころから全国的に気温が下がり始め、25日には日本海側で雪模様となった。前日の時点で1cmの積雪となっていた福島県会津若松市では、25日に94cmの降雪があり95cmの積雪を記録、1980年（昭和55年）から1981年（昭和56年）にかけての五六豪雪以来の豪雪となった。また翌26日には26cmの降雪があり、観測史上最多タイの115cmの積雪となった。この冬型の気圧配置は27日には峠は超えた。一方、31日には山陰地方を中心に大量の降雪があり前日の時点では積雪がほとんどなかったが、この日だけで鳥取市が50cm、米子市が最大76cm、境港市が70cm、松江市が51cmの積雪を記録した。この大雪は年が明けた1月1日にはおおむね収まり、寒波も2日にはピークを超えた。
2011年（平成23年）に入ってからは全国的に低温となり、降雪も比較的多かった。1月16日には、名古屋市で11cmの積雪。特に1月25日ころから日本海側の北陸地方を中心に大雪となり、31日ころにピークとなった。最深積雪は富山市が77cm、金沢市が64cmであったが、福井市では119cmと25年ぶりの1メートル超を記録した。被災自治体からは激甚災害指定の要望もあったが、政府は「激甚災害指定は困難」との見解を示し、指定は見送られた。
一方で2月は顕著な少雪・高温であり、12月から2月を通して北日本では小雪・東日本で平年並み・西日本で平年を上回る降雪となって顕著な北暖西冷の冬であった。しかし、3月になると北海道を除き再び低温に転じて、春の訪れは遅かった
3月はシベリア高気圧の勢力が強く日本付近に寒気が流れ込みやすくなり、3日〜10日・15日〜16日・23日〜26日と強い冬型の気圧配置で周期的に寒気が流れ込み、関東以西太平洋側でも降雪や凍結を度々観測した。
この内15日からと23日からの寒気は季節外れの強さとなった。

## 記録
市町村の後に従前の記録と新記録を添える。
- 2地点で12月としての降雪の深さ月合計値を更新した。
  - 記録更新：広尾町（123cm→158cm）、鹿児島市（11cm→25cm）
- 7地点で12月としての最深積雪を更新した。
  - 記録更新：羽幌町（120cm→122cm）、広尾町（73cm→94cm）、会津若松市（93cm→115cm）、境港市（62cm→70cm）、米子市（41cm→76cm）、長崎市（9cm→11cm）、鹿児島市（11cm→22cm）
- 2地点で1月としての平均気温を低い方から更新した。2地点でタイ記録となった。
  - 記録更新：西之表市（8.4℃→8.3℃）、和泊町（14.5℃→14.0℃）
  - タイ記録：四日市市（2.5℃）、上屋久町（8.4℃）
- 2地点で1月としての降雪の深さ月合計値を更新した。1地点でタイ記録となった。
  - 記録更新：室蘭市（89cm→94cm）、酒田市（193cm→208cm）
  - タイ記録：むつ市（227cm）
- 1地点で1月としての最深積雪を更新した。
  - 記録更新：米子市（74cm→89cm）
  - アメダスの観測所でも気象官庁を除く224地点中36地点で1月としての最深積雪を更新した。1地点でタイ記録となった。
    - 北海道 - 新篠津（138cm→149cm）、石狩（135cm→137cm）、大沼（77cm→90cm）、鶉（102cm→108cm）
    - 秋田県 - 鹿角（85cm→100cm）、本荘（73cm→74cm）、横手（154cm→191cm）、矢島（129cm→177cm）、湯沢（113cm→172cm）、湯ノ岱（156cm→189cm）
    - 岩手県 - 奥中山（85cm→110cm）、葛巻（96cm→114cm）、岩手松尾（61cm→72cm）、区界（103cm→105cm）、遠野（44cm→45cm）、北上（49cm→60cm）、湯田（210cm、タイ記録）
    - 山形県 - 金山 (154cm→196cm）、向町（185cm→201cm）、櫛引（122cm→129cm）
    - 富山県 - 氷見（99cm→112cm）
    - 石川県 - 七尾（60cm→74cm）
    - 福井県 - 武生（92cm→116cm）、九頭竜（234cm→251cm）、今庄（232cm→244cm）
    - 滋賀県 - 柳ヶ瀬（210cm→249cm）
    - 京都府 - 峰山（90cm→110cm）
    - 岡山県 - 上長田（116cm→137cm）、今岡（42cm→47cm）
    - 広島県 - 高野（138cm→161cm）、八幡（182cm→206cm）、大朝（58cm→104cm）
    - 鳥取県 - 大山（244cm→266cm）、智頭（86cm→87cm）
    - 島根県 - 赤名（104cm→152cm）、瑞穂（59cm→91cm）
- アメダスを含む22地点で最深積雪が最大となった。2地点でタイ記録となった。
  - 北海道 - 森（77cm→81cm）
  - 秋田県 - 鹿角（101cm→102cm）、横手（176cm→192cm）、矢島（171cm→177cm）、湯沢（143cm→175cm）、湯ノ岱（180cm→200cm）
  - 岩手県 - 葛巻（109cm→114cm）、岩手松尾（62cm→75cm）、北上（58cm→68cm）
  - 山形県 - 向町（205cm→212cm)、櫛引（129cm→131cm）
  - 富山県 - 氷見（99cm→112cm）
  - 石川県 - 七尾（72cm→74cm）
  - 福井県 - 武生（92cm→116cm）、今庄（236cm→244cm）
  - 滋賀県 - 柳ヶ瀬（249cm、タイ記録）
  - 京都府 - 峰山（102cm→110cm）
  - 岡山県 - 上長田（125cm→137cm）
  - 広島県 - 八幡（182cm→207cm）、大朝（89cm→104cm）
  - 鳥取県 - 米子（80cm→89cm）
  - 島根県 - 赤名（134cm→152cm）、瑞穂（84cm→91cm）

記録的大雪となったアメダス地点
| 地名           | 積雪量（cm） | 日付、観測点での記録                |
| -------------- | ------------ | ----------------------------------- |
| 柳ヶ瀬(滋賀県) | 249          | （1月31日、1981年観測開始 歴代1位） |
| 今庄(福井県)   | 244          | （1月31日、1980年観測開始 歴代1位） |
| 向町(山形県)   | 212          | （2月1日、1983年観測開始 歴代1位）  |
| 八幡(広島県)   | 207          | （2月13日、1990年観測開始 歴代1位） |
| 矢島(秋田県)   | 177          | （2月1日、1979年観測開始 歴代1位）  |
| 湯沢(秋田県)   | 175          | （2月1日、1985年観測開始 歴代1位）  |
| 赤名(島根県)   | 152          | （1月31日、1981年観測開始 歴代1位） |
| 上長田(岡山県) | 137          | （1月17日、1990年観測開始 歴代1位） |
| 横田(島根県)   | 119          | （1月31日、1981年観測開始 歴代2位） |
| 武生(福井県)   | 116          | （1月31日、1989年観測開始 歴代2位） |
| 葛巻(岩手県)   | 114          | （1月1日、1984年観測開始 歴代1位）  |
| 氷見(富山県)   | 112          | （1月31日、1989年観測開始 歴代1位） |
| 峰山(京都府)   | 110          | （2月13日、1981年観測開始 歴代1位） |
| 大朝(広島県)   | 104          | （2月13日、1990年観測開始 歴代1位） |
| 七尾(石川県)   | 74           | （1月31日、1980年観測開始 歴代1位） |
| 北上(岩手県)   | 68           | （2月1日、1984年観測開始 歴代1位）  |

主な気象官署の最深積雪（気象台・旧測候所）
| 地名           | 積雪量（cm） | 日付、観測点での記録                                    |
| -------------- | ------------ | ------------------------------------------------------- |
| 高田（新潟県） | 153          | （1月31日、1940年観測開始）                             |
| 伏木（富山県） | 127          | （1月31日、1891年観測開始、30年ぶりの大雪）             |
| 福井           | \| 119 \|    | （1月31日、1897年観測開始、10年ぶりの大雪）             |
| 若松（福島県） | 115          | （2010年12月26日、1953年観測開始、観測史上最高タイ）    |
| 米子（鳥取県） | 89           | （1月1日、1940年観測開始、観測史上最高）                |
| 敦賀（福井県） | 78           | （1月31日、1883年観測開始、7年ぶりの大雪）              |
| 富山           | 77           | （1月31日、1939年観測開始、5年ぶりの大雪）              |
| 境港（鳥取県） | 72           | （1月1日、1883年観測開始、観測史上4位、48年ぶりの大雪） |
| 金沢           | 64           | （1月31日、1882年観測開始、10年ぶりの大雪）             |
| 鳥取           | 63           | （1月30日、1883年観測開始、11年ぶりの大雪）             |
| 松江           | 56           | （1月1日、1940年観測開始、観測史上5位、40年ぶりの大雪） |
| 鹿児島         | 25           | （1月1日、1892年観測開始 観測史上2位）                  |
| 119            |              |                                                         |

## 影響

### 山陰地方
島根県松江市の日本海側などでは孤立集落が発生した。

#### 停電
鳥取県米子市にある中国電力の余子支線一部において鉄塔折損等の設備被害が発生し、2011年（平成23年）1月2日に5300世帯が停電した。

#### 交通
豪雪が年の瀬および正月に発生したことにより、鉄道や道路の交通混乱のため、年末年始の帰省ラッシュに大きな影響を与えた。
- 2010年（平成22年）12月31日15時40分ごろ、鳥取県東伯郡琴浦町から大山町間の国道9号にてタンクローリーの事故が発生、これを発端として1000台の車が立ち往生する大渋滞が生じた[33][34][35]。渋滞は一時約25kmに及んだ。陸上自衛隊米子駐屯地の隊員約70名が除雪や立ち往生した車に燃料を供給するため出動、県は大山町環境改善センターと琴浦町役場に緊急避難所を設置し、琴浦町側から毛布を配布した。解消したのは2日経過した2011年（平成23年）1月2日朝であった[36][37]。山陰自動車道でも大渋滞が発生、1月2日朝まで続いた。
- 2010年（平成22年）12月31日16時ごろ、鳥取県大山町の山陰本線御来屋駅から下市駅間で、積雪による倒木のため鳥取駅から新山口駅へ向かう特急スーパーおき5号が立ち往生した[35]。救援に向かったラッセル車も脱輪し復旧は難航、運転再開までに34時間を要し2011年（平成23年）1月2日4時4分に米子駅に到着した[36][38][39][35]。
- 2010年（平成22年）12月31日、日本航空では37便が欠航し2400人に全日空グループでは41便が欠航し3000人に影響があった。東海道・山陽新幹線でも上下225本に遅れが生じ、22万人に影響があった[36]。
- 米子空港は2011年（平成23年）1月1日、2日は除雪が追いつかず閉鎖され、3日午後に運行を再開した[40][41][42]。

#### 漁業
- 漁港で係留されていた船が、雪の重みによって計369隻（鳥取県264隻、島根県105隻）沈没、転覆した[43][44][45][46][47]。

### 北陸地方

#### 行政
- 新潟県魚沼市入広瀬では2011年（平成23年）1月27日の積雪が343cmに達し1月としては25年ぶりの大雪になるなど、魚沼市を含む4市で災害救助法などの基準を超える積雪となったため5年ぶりに豪雪対策本部を設置した[48]。災害救助法は1月27日に長岡市・小千谷市・十日町市・魚沼市、1月30日に上越市・阿賀町、1月31日に柏崎市・妙高市・南魚沼市に適用された[49]。

- 2011年（平成23年）2月2日、新潟県と魚沼市は陸上自衛隊に対し、魚沼市への災害派遣を要請した[50][51]。
- 富山県では1981年（昭和56年）の五六豪雪以来の30年ぶりの大雪となり[52]、1984年（昭和59年）以来27年ぶりに緊急の雪害対策会議を開いた。

#### 交通
- 2011年（平成23年）1月31日18時前、富山市内で富山地方鉄道の富山軌道線で除雪パトロール車が雪に乗り上げ、脱線した[52]。
- 2011年（平成23年）1月31日、JR西日本では金沢支社管内全区間で豪雪のため1987年（昭和62年）の民営化以来はじめて終日運休となった[53][54][55]。
- 2011年（平成23年）1月30日、北陸本線今庄駅では特急サンダーバード40号が豪雪のため足止めとなった[56]。2日経過した2月1日4時半頃、予定より32時間遅れて大阪駅に到着した。その他、福井県内でサンダーバード40号を含む10本の列車が一時的に足止めとなった[57]。

### 東北地方

#### 行政
- 秋田県横手市では大雪で市民生活に支障が出ているとして雪害対策本部を設置し、市民への情報提供のため臨時災害放送局「よこてさいがいエフエム」を開局した。
- 横手市では道路や建造物の屋根の除排雪作業を進めてもらうために、工事業者に対して発注済の公共工事を中止する命令を出した[58]。
- 横手市では雪下ろしが行なわれなかった空き家の倒壊が相次いだために所有者に対し空き家の雪下ろしなどを求める勧告や命令の手順を定めた条例を制定する方針を固め、定例市議会に提案し可決された[59]。同様の条例案が、隣接する大仙市や美郷町でも議会に提案されている。
- 福島県の国道49号では、会津若松市と猪苗代町の間と西会津町と会津坂下町の間で約33時間にわたり、通行止めとなった[60][61][62][63][64]。この間の区間で約350台の車が立ち往生した[65]。原因は、磐越自動車道の通行止めにより、国道49号に車が集中して、除雪車が現場に向かえないためであった[66][67]。また、磐越自動車道も通行止め、さらに磐越西線も運転を見合わせる事態となった[68]。折しもSLクリスマストレインが運行された日であったため、会津若松市から脱出することができず多くの旅行者が駅舎や車両の中で夜を明かす事となった[69]。

#### 農業
- 横手市のほか、隣接する湯沢市なども含め一帯でリンゴ等の農業被害が多発した。

## 参考資料・情報
- 気象庁・過去の気象データ検索
- 気象庁・12月の気候
- 気象庁・1月の気候
- 気象庁・2月の気候
- 気象庁・冬（12月 - 2月）の気候